# Surviv.io
Surviv.io é um jogo de navegador 2D em multiplayer online do gênero Battle Royale criado por Justin Kim e Nick Clark. Foi lançado em 11 de outubro de 2017 para navegador, 4 de Outubro de 2018 para iOS e 5 de Novembro de 2018 para Android. Semelhante a outros títulos do gênero battle royale, os jogadores lutam contra outros jogadores em um cenário de ilha com uma perspectiva top-down, buscando suprimentos e armas. O jogo também suporta modos de equipe para dois ou quatro jogadores, e também pode ser jogado a partir de navegadores móveis.
Em Dezembro de 2019, Surviv.io foi adquirido pelo site de jogos online Kongregate. 

## Jogabilidade
Os jogadores, também chamados de "Survivrs", são representados por figuras circulares em um campo de jogo em 2D, cercado por uma "zona vermelha" circular que diminui à medida que o tempo do jogo avança. Os jogadores começam apenas com os seus punhos, enquanto equipamentos extras, como armaduras, mochilas e armas, podem ser encontrados no mapa em caixotes, casas e outros edifícios. As armas variam de espingardas de curta distância a rifles de precisão de longo alcance. Também podem ser encontradas armas brancas e granadas. Existem coletáveis de precisão que oferecem aos jogadores uma visão mais ampla de seus arredores.

## Desenvolvimento
Surviv.io é desenvolvido por Justin Kim e Nick Clark. Kim afirmou que sua filosofia de design durante o desenvolvimento do jogo era de permitir ao jogador entrar no jogo o mais rápido possível, minimizando o tempo entre as partidas. O jogo recebe atualizações regularmente com novos itens e mapas e organiza regularmente eventos por tempo limitado com modos de jogo especiais que oferecem armas e cosméticos exclusivos.
Em Dezembro de 2019, Surviv.io foi adquirido pelo site de jogos online Kongregate, com a empresa assumindo o desenvolvimento do jogo. Em um comunicado à imprensa, a empresa afirmou que esperava "investir nos recursos do jogo, especialmente em dispositivos móveis." O co-criador Justin Kim expressou que a equipe estava "animada pela equipe da Kongregate criar novos recursos e expandir a experiência do jogador nos próximos anos."

## Recepção
Christopher Livingston da PC Gamer elogiou a jogabilidade de ritmo acelerado e os tempos curtos de matchmaking, chamando-o de "um dos jogos BR (Battle Royale) mais agradáveis disponível."

Ben Burns, escrevendo para VG247, nomeou o jogo como "o título mais popular de battle royale depois de Fortnite e PUBG."

## Ligações Externas
- Website oficial
- Surviv.io na App Store
- Surviv.io no Google Play